# ゆるせない、逢いたい
『ゆるせない、逢いたい』（ゆるせない、あいたい）は、2013年11月16日公開の日本映画。

## 概要
社会問題となっている、デートレイプという難しい題材を真正面から捉え、恋愛模様に織り込んで描く青春ストーリー。監督は、本作品が長編映画デビュー作品となる金井純一。主演を、本作品が映画初主演の吉倉あおいと、『誰も知らない』で14歳にしてカンヌ国際映画祭最優秀主演男優賞を獲得した柳楽優弥が務めた。海外の映画祭にも出品されており、釜山国際映画祭でニュー・カレント部門に、香港アジア映画祭でニュー・タレント賞に、マラケシュ国際映画祭・ヴズール国際アジア映画祭ではコンペティション部門選出された。

## ストーリー
事故で父を失ったはつ実は、母・恵子とともに父を含めて三人で住む予定だった郊外の一軒家に引っ越しをする。高校では陸上部に所属するが、過保護で厳しい母や、慣れない新しい生活のせいもあり、孤独感を抱く。そんな矢先、古紙回収をする隆太郎と出会い、二人の仲は自然と深まっていく。数回目のデートの後に帰宅すると、恵子が娘を心配するあまりにはつ実を追及。口論になった末で携帯電話を壊してしまう。帰り際に、両親に捨てられたことを打ち明けていた隆太郎だったが、唯一の連絡手段である携帯電話が壊れていることを知らず、はつ実からの連絡が途絶えたことで、彼女に嫌われたと思い込んでしまう。
ふとした誤解からすれ違いの日々が続くが、再会したある日、昂ぶる感情を押さえられず、隆太郎ははつ実を襲ってしまう。心身ともに傷ついてはいるものの、隆太郎への恋心を完全には打ち消せないまま、被害者と加害者という立場で隆太郎と向き合うことになる。

## キャスト
- 木下はつ実 - 吉倉あおい[1][2][3][4]
- 野口隆太郎 - 柳楽優弥[1][2][3][4]
- マリ - 新木優子[1][2][3][4]
- 原扶貴子[1][2][3][4]
- 中野圭（劇団前方公演墳）[1][2][3][4]
- 警官 - ダンカン[1][2][3][4]
- 木下恵子 - 朝加真由美[1][2][3][4]

## スタッフ
- 監督・脚本・編集 - 金井純一[1][5][6][7]
- 製作 - 細野義朗 [1][5][6][7]
- プロデューサー - 加藤伸崇・古賀奏一郎[1][5][7]
- 共同プロデューサー - 坂本雅司[5][6][7]
- 撮影 - 清村俊幸[1][5][6][7]
- 音楽 - 吉田トオル[5][6][7]
- 主題歌 - Salyu「ライン」[1][5][6][7]
  - 作詞・作曲・編曲 - 小林武史[6][7]
- 録音 - 間野翼[5][6][7]
- 照明 - 石川欣男[5][6][7]
- ヘアメイク - 橋本申二[5]
- スタイリスト - 工藤唯[5]
- 制作担当 - 湯澤靖典[5][6][7]
- 助監督 - ジョン・ヒジリ[5][6][7]

## DVD
2014年3月14日発売。
- 発売元 - SDP
- 販売元 - SDP